# 法蘭縣
法蘭縣為緬甸欽邦下轄的一個縣，其區域面積為8,550.1平方公里，2014年人口167,578人。該縣下轄1個鎮區，法蘭為該縣首府。

## 地理
法蘭縣北接梯顶县梯顶镇区，南接哈卡县哈卡镇区和坦德朗镇区，东接实皆省吉灵庙县吉灵庙镇区，西接印度米佐拉姆邦。

## 行政区划
法蘭縣下辖1个镇区：
- 法兰镇区（Falam Township）